# Rokfort

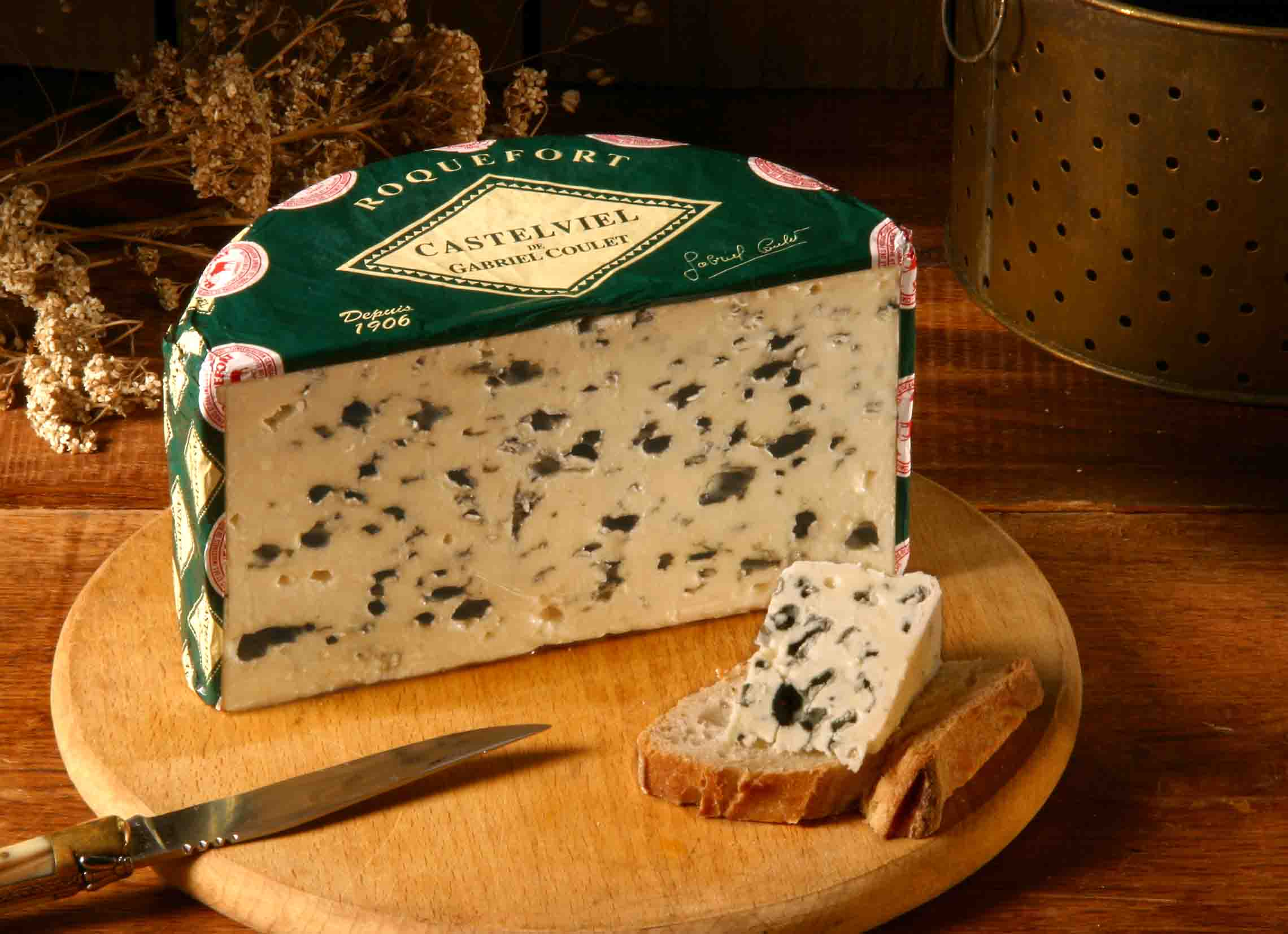
Rokfort sajt

A rokfort híres francia márványsajt, Dél-Franciaországból, Roquefort-sur-Soulzon vidékéről származik. Juhtejből készül, zsírtartalma 45%-os (szárazanyagban).
Kérge természetes, szokásos méretei: 20 cm átmérőjű, 10 cm magas 2,5 kg súlyú korong.
Legalább három hónapig érlelik a környék híres barlangjaiban. Kék belső erezetét a penicillint termelő Penicillium notatum-mal rokon Penicillium roqueforti nemespenész-fajta adja.
A legrégebbi – és legjobb – francia sajtfajták egyikének tartják. Eredet-legendája szerint egy juhász, aki szívesebben udvarolt, mint jószágaival foglalkozott volna, egy barlangban felejtette kenyérből és friss juhsajtból álló elemózsiáját. Néhány hónap múlva talált csak rá, és addigra a sajt felvette jellegzetes kék erezetét.